# Rutàcies
Les rutàcies (Rutaceae) és una família de plantes dins de l'ordre de les Sapindales.

## Característiques
El nom científic d'aquesta família deriva de la planta tipus silvestre anomenada ruda (Ruta sp.)
Hi pertanyen uns 160 gèneres amb un miler d'espècies difoses principalment en les regions intertropicals i subtropicals de tot el món.
Adopten les formes d'herbes, arbusts i petits arbres.
Generalment les flors estan dividides en quatre o cinc parts i amb essències potents. Fruits en hesperidi (cítrics) o en càpsula (ruda).
El gènere citrus (cítrics) és el que té més importància econòmica.
Els gèneres de les rutàcies presents a les nostres contrades són:
- Conreats: Citrus (cítrics), Fortunella (cumquat) i Poncirus (taronger trifoliat)
- Silvestres: Ruta (2 espècies), Haplophyllum (una espècie) i Dictamnus (2 espècies)

## Gèneres
Segons Angiosperm Phylogeny Website:
- Gènere Achuaria Gereau
- Gènere Acmadenia Bartl. & H.L.Wendl.
- Gènere Acradenia Kippist
- Gènere Acronychia J. R. Forster & G. Forster
- Gènere Adenandra Willd.
- Gènere Adiscanthus Ducke
- Gènere Aegle Correa
- Gènere Aeglopsis Swingle
- Gènere Afraegle (Swingle) Engl.
- Gènere Agathosma Willd.
- Gènere Almeidea A.St.-Hil.
- Gènere Amyris P.Browne
- Gènere Angostura Roem. & Schult.
- Gènere Apocaulon R.S.Cowan
- Gènere Araliopsis Engl.
- Gènere Asterolasia F.Muell.
- Gènere Atalantia Correa
- Gènere Balfourodendron Corr.Mello ex Oliv.
- Gènere Balsamocitrus Stapf
- Gènere Boenninghausenia Reichenbach ex Meisn.
- Gènere Boninia Planchon
- Gènere Boronella Baillon
- Gènere Boronia Sm.
- Gènere Bosistoa F.Muell.
- Gènere Bottegoa
- Gènere Bouchardatia Baillon
- Gènere Brombya F.Muell.
- Gènere Burkillanthus Swingle
- Gènere Calodendrum Thunb.
- Gènere Casimiroa La Llave
- Gènere Chloroxylon DC.
- Gènere Choisya Kunth
- Gènere Chorilaena Endl.
- Gènere Citropsis (Engl.) Swingle & M.Kellerm.
- Gènere Citrus L.
- Gènere Clausena Burm.f.
- Gènere Clymenia Swingle
- Gènere Cneoridium J. D. Hooker
- Gènere Cneorum L.
- Gènere Coleonema Bartl. & H.L.Wendl.
- Gènere Comptonella Baker f.
- Gènere Coombea P.Royen
- Gènere Correa Andrews
- Gènere Crowea Sm.
- Gènere Cyanothamnus Lindl.
- Gènere Decagonocarpus Engl.
- Gènere Decatropis J. D. Hooker
- Gènere Decazyx Pittier & S.F.Blake
- Gènere Dendrosma Pancher & Sebert
- Gènere Dictamnus L.
- Gènere Dictyoloma A.Juss.
- Gènere Diosma L.
- Gènere Diphasia Pierre
- Gènere Diphasiopsis Mendonca
- Gènere Diplolaena R. Brown
- Gènere Drummondita Harv.
- Gènere Dutaillopsis T. Hartley
- Gènere Dutaillyea Baillon
- Gènere Echinocitrus Tanaka
- Gènere Empleuridium Sond. & Harv.
- Gènere Empleurum Aiton
- Gènere Eremocitrus Swingle
- Gènere Eriostemon Sm.
- Gènere Erythrochiton Nees & Mart.
- Gènere Esenbeckia Kunth
- Gènere Euchaetis Bartl. & H.L.Wendl.
- Gènere Euodia J. R. Forster & G. Forster
- Gènere Euxylophora Huber
- Gènere Evodiella Linden
- Gènere Fagaropsis Mildbr. ex Siebenl.
- Gènere Feroniella Swingle
- Gènere Flindersia R. Brown
- Gènere Fortunella Swingle
- Gènere Galipea Aublet
- Gènere Geijera Schott
- Gènere Geleznowia Turcz.
- Gènere Glycosmis Correa
- Gènere Halfordia F.Muell.
- Gènere Haplophyllum A.Juss.
- Gènere Harrisonia
- Gènere Helietta Tul.
- Gènere Hortia Vand.
- Gènere Ivodea Capuron
- Gènere Kodalyodendron Borhidi & Acuna
- Gènere Leptothyrsa J. D. Hooker
- Gènere Limnocitrus Swingle
- Gènere Limonia L.
- Gènere Lubaria Pittier
- Gènere Lunasia Blanco
- Gènere Luvunga Buch.-Ham. ex Wight & Arn.
- Gènere Maclurodendron T.G.Hartley
- Gènere Macrostylis Bartl. & H.L.Wendl.
- Gènere Medicosma J. D. Hooker
- Gènere Megastigma J. D. Hooker
- Gènere Melicope J. R. Forster & G. Forster
- Gènere Merope M.Roem.
- Gènere Merrillia Swingle
- Gènere Metrodorea A.St.-Hil.
- Gènere Microcitrus Swingle
- Gènere Microcybe Turcz.
- Gènere Micromelum Blume
- Gènere Monanthocitrus Tanaka
- Gènere Monnieria Loefl.
- Gènere Muiriantha C.A.Gardner
- Gènere Murraya L.
- Gènere Myrtopsis Engl.
- Gènere Naringi Adans.
- Gènere Naudinia Planchon & Linden
- Gènere Nematolepis Turcz.
- Gènere Neobyrnesia J.A.Armstr.
- Gènere Nycticalanthus Ducke
- Gènere Oricia Pierre
- Gènere Oriciopsis Engl.
- Gènere Orixa Thunb.
- Gènere Oxanthera Montrouz.
- Gènere Pamburus Swingle
- Gènere Paramignya Wight
- Gènere Peltostigma Walp.
- Gènere Pentaceras J. D. Hooker
- Gènere Phebalium Vent.
- Gènere Phellodendron Rupr.
- Gènere Philotheca Rudge
- Gènere Phyllosma Bolus
- Gènere Pilocarpus Vahl
- Gènere Pitavia Molina
- Gènere Platydesma H.Mann
- Gènere Pleiospermium (Engl.) Swingle
- Gènere Plethadenia Urb.
- Gènere Polyaster J. D. Hooker
- Gènere Poncirus Rafinesque
- Gènere Psilopeganum Hemsl.
- Gènere Ptaeroxylon
- Gènere Ptelea L.
- Gènere Raputia Aublet
- Gènere Rauia Nees & Mart.
- Gènere Raulinoa R.S.Cowan
- Gènere Ravenia Vell.
- Gènere Raveniopsis Gleason
- Gènere Rhadinothamnus Paul G.Wilson
- Gènere Ruta L.
- Gènere Rutaneblina Steyerm. & Luteyn
- Gènere Sarcomelicope Engl.
- Gènere Severinia Ten.
- Gènere Sheilanthera I.Williams
- Gènere Skimmia Thunb.
- Gènere Spathelia L.
- Gènere Spiranthera A.St.-Hil.
- Gènere Stauranthus Liebm.
- Gènere Swinglea Merr.
- Gènere Teclea Delile
- Gènere Tetractomia J. D. Hooker
- Gènere Tetradium Lour.
- Gènere Thamnosma Torr. & Frem.
- Gènere Ticorea Aublet
- Gènere Toddalia Juss.
- Gènere Toddaliopsis Engl.
- Gènere Tractocopevodia Raizada & V.Naray.
- Gènere Triphasia Lour.
- Gènere Urocarpus J.Drumm. ex Harv.
- Gènere Vepris Comm. ex A.Juss.
- Gènere Wenzelia Merr.
- Gènere Zanthoxylum L.
- Gènere Zieria Sm.